# Engen
Engen – miasto w Niemczech, w kraju związkowym Badenia-Wirtembergia, w rejencji Fryburg, w regionie Hochrhein-Bodensee, w powiecie Konstancja, siedziba wspólnoty administracyjnej Engen. Leży przy autostradzie A81.

## Współpraca
Miejscowości partnerskie:
- Pannonhalma
- Trilport
- Moneglia